# Royston Maldoom

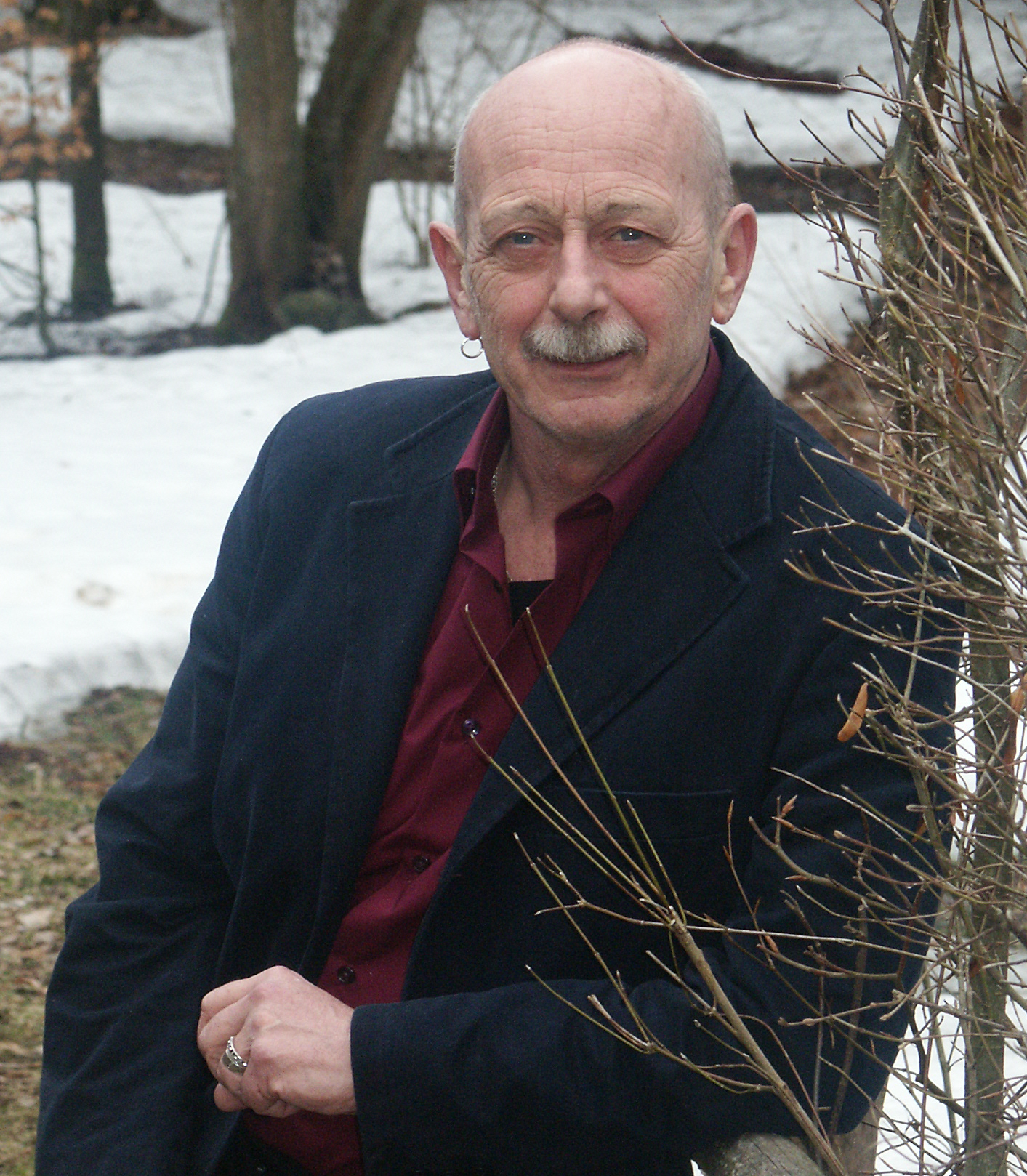
Royston Maldoom, 2005

Royston Maldoom, OBE (* 25. März 1943 in London) ist ein englischer Choreograf und Tanzpädagoge. Maldoom wurde bekannt durch seine tanzpädagogische Arbeit mit Jugendlichen. Er initiiert und leitet seit über 30 Jahren weltweit Tanzprojekte für jedermann, unabhängig von Talent, Erfahrung, Alter, Geschlecht, Hautfarbe, ethnischer Zugehörigkeit oder sozialer Herkunft, und gilt als Mitbegründer der Community-Dance-Bewegung. Für sein soziales Engagement und seine künstlerische Arbeit hat er zahlreiche Preise erhalten. Royston Maldoom lebt seit 2007 in Berlin.

## Leben und Werk

### Frühe Jahre
Maldoom ist der Sohn eines Armee-Offiziers, der häufig im Ausland stationiert war. Seine Mutter hatte eine schwache Gesundheit, war bettlägerig und starb, als er vier Jahre alt war. Sein Vater schickte ihn daraufhin in ein Waisenhaus, obgleich er selbst schon unter einem Heimaufenthalt gelitten hatte. Sein Vater heiratete kurz darauf wieder, und Maldoom wurde nach sechs Monaten von seiner Stiefmutter aus dem Waisenheim geholt.
Seine Kindheit verbrachte Royston Maldoom in einem ländlichen Haushalt mit Haustieren. Im Alter von siebzehn Jahren begann er unmotiviert eine Ausbildung als Zeichner in einem Büro für Stadtplanung. Bei einem Bauern fand er Gefallen am Hüten der Schafe und brach nach einem Jahr die Büroarbeit ab. Ein Jahr später empfahl ihm der Landwirt einen Bauernhof mit vielen Jugendlichen in der Nähe von Cambridge. Hier gefiel es ihm zu arbeiten und er begann, wie andere dort auch, ein Studium der Landwirtschaft. Eines Tages beschloss die Gruppe, einen Ballett-Film mit Margot Fonteyn und Rudolf Nurejew anzusehen und hinterher in den Pub zu gehen. Maldoom hielt nichts von Ballett und ging nur wegen des Pub-Besuchs mit. Während des Films brach er in Tränen aus und beschloss am nächsten Tag, Tänzer zu werden.

### Tanz
Im Alter von 22 Jahren begann Maldoom mit einer Ausbildung zum klassischen Ballett-Tänzer. Mit Stipendien konnte er beim Royal Ballet und am Alvin Ailey American Dance Theater studieren. Er lernte die Grundprinzipien des Ausdruckstanzes und der Laientanzbewegung («Community Dance») kennen, wie sie von dem deutschen Emigranten und Tanzpädagogen Rudolf von Laban gelehrt und von seinen Schülern weiterverbreitet wurden. Bereits 1975 erhielt er für seine Arbeit als Choreograf erste Preise. Es folgten Inszenierungen unter anderem für das Dance Theater in Harlem oder das peruanische Nationalballett. Von 1980 bis 1983 war Maldoom für das Fife Regional Council in Schottland tätig. Dort organisierte er Workshops, Sommerkurse und Festspiele und rief kommunale Tanzgruppen für Jugendliche und Erwachsene ins Leben.
Maldoom entschloss sich dann, seine Liebe zum Landleben und zum Tanz mit einer freien, projektorientierten Arbeit zu verbinden. In den 1980er und 1990er Jahren fuhr er mit einem Campingbus durch die meisten europäischen Staaten und organisierte dort Tanzprojekte. Er konzentrierte seine choreographischen Projekte verstärkt auf den sozialen Bereich. So etwa erarbeitete er mit hundert Straßenkindern in Addis Abeba 1996 die Carmina Burana und choreographierte gemeinsam mit protestantischen und katholischen Jugendlichen in Nordirland oder in Hamburg mit jungen Männern ohne Hauptschulabschluss. In Addis Abeba gelang es ihm, mit der «Adugna Dance Company» ein Ensemble zu initiieren, das nun seinerseits äthiopische Jugendliche im Tanz ausbildet.
2009 entwickelte er mit Unterstützung der Choreografin Tamara McLorg auf Einladung der Deutschen Schule Teneriffa und des Sinfonieorchesters Teneriffa das Tanzprojekt Große Sprünge / Grandes Pasos, das am 27. Juni 2009 von 185 deutschen und spanischen Schülern zusammen mit 35 afrikanischen jugendlichen Immigranten  im Auditorium von Teneriffa aufgeführt wurde. Ein weiteres Projekt mit der Deutschen Schule Teneriffa, Pequeños pasos! oder wie aus kleinen Schritten ein Tanz wird, präsentierte er mit Kindern der 3. bis 8. Schulklassen am 1. April 2014. Er arbeitet neben den Tanz-Gruppen auch mit Symphonie-Orchestern zusammen, mittlerweile (2008) kam es neben dem London Symphony Orchestra, Ulster Orchestra und dem Scottish Symphony Orchestra zu fünfzehn Koproduktionen mit großen Orchestern.
Sein international bislang bekanntestes Tanzprojekt kam auf Initiative von Simon Rattle zustande. Mit 250 Berliner Kindern und Jugendlichen aus 25 Nationen und den Berliner Philharmonikern unter Leitung von Simon Rattle arbeitete Maldoom 2003 an Igor Strawinskis Ballett Le sacre du printemps. Der Dokumentarfilm Rhythm Is It! zeichnete diese Arbeit auf und machte ihn international bekannt. In einer Filmkritik von Rainer Gamsera hieß es dazu: „Die spannendsten Momente aber zeigen Choreograph Royston Maldoom bei der Probenarbeit mit den Jugendlichen. Maldoom ist das Herz des Films: ein Zauberer, ein Alchimist der Begeisterung, der sich zu Beginn provokant als strenger Lehrmeister zu erkennen gibt.“  Nach diesem unerwarteten Erfolg wurde Maldoom ein sehr gefragter Tanzpädagoge, der in Deutschland besonders von Schulen und sozialen Einrichtungen um Unterstützung gebeten wurde. Maldoom wechselte daraufhin seinen Wohnsitz vom Londoner Eastend nach Berlin. 
Seinen Erfolg bei den Jugendlichen schreibt Maldoom auf seine besondere Art der Vermittlung von Disziplin zu, die er lieber als „focus, Konzentration“ bezeichnet, da dies Selbstdisziplin ist, die freiwillig und eigenverantwortlich geschieht. Zugleich zeigt er ihnen seinen Respekt gegenüber ihrem Potential und ihrem Wert. Die jungen Tänzer wären nicht ehrgeizig und konkurrierend gegenüber den anderen, sondern gegenüber ihrer eigenen Leistung. Der Wunsch nach Gemeinsamkeit würde schnell entstehen: „Tanz hält zusammen, lässt Menschen das Gefühl erleben, Teil der Gruppe zu sein, er bringt sie dazu, sich gegenseitig zu unterstützen, mehr Empathie für einander und für den Lehrer zu entwickeln.“

## Schriften
- Tanz um Dein Leben. Meine Arbeit, meine Geschichte. S. Fischer, Frankfurt am Main 2010, ISBN 978-3-10-047390-5, Autobiographie.[11][12]

## Dokumentarfilme
- Royston Maldoom. Gespräch, Deutschland, 2010, 13:11 Min., Moderation: Annette Dasch, Reihe: 3 nach 9, Produktion: NDR, Erstausstrahlung: 19. März 2010, Ankündigung, Foto.
- Tanz um dein Leben – Royston Maldoom. Dokumentation, Deutschland, 2008, 43 Min., Regie: Angela Scheele, Marion Kollbach, Produktion: NDR, Erstsendung: 30. November 2008, Inhaltsangabe: [6] von arte, Besprechung: [3].
- Rhythm Is It! You can change your life in a dance class. Dokumentation, Deutschland, 2004, 100 Min., Regie: Thomas Grube und Enrique Sánchez Lansch.

## Auszeichnungen
- 2006: Order of the British Empire
- 2010: „Der Bornheimer“ – Ehrenpreis der Europaschule in Bornheim
- 2011: Das Glas der Vernunft
- 2014: Goldene Erbse vom Verein Märchenland e. V. Deutsches Zentrum für Märchenkultur im Rahmen der Berliner Märchentage [13]
- 2019: Musikpreis der Stadt Duisburg
- 2020: Bundesverdienstkreuz am Bande